# Gigthi

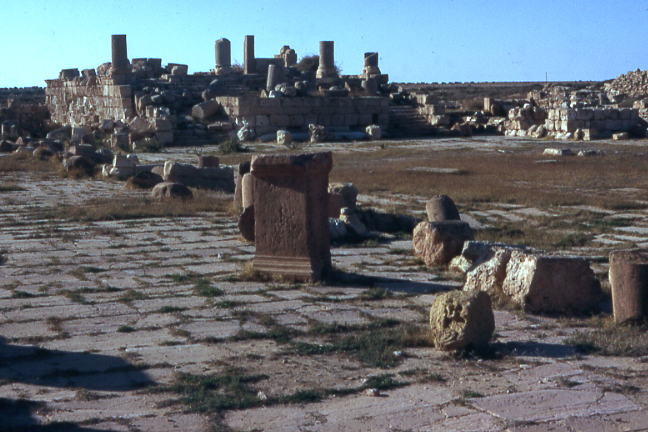
Ruiny dawnego miasta Gigthi

Gigthi (łac. Diocesis Gigthensis) – stolica historycznej diecezji w Cesarstwie rzymskim w prowincji Trypolitania, sufragania metropolii Kartagina. Współcześnie indentyfikowane z Dżurf Bu Ghara (Djorf-Bou-Ghara) w Tunezji. Obecnie katolickie biskupstwo tytularne.

## Biskupi tytularni
| Lp. | Biskup                           | Funkcja                               | Od             | Do              |
| --- | -------------------------------- | ------------------------------------- | -------------- | --------------- |
| 1   | Adriano Jaime Miriam Veigle      | biskup-prałat Borby (Brazylia)        | 23 marca 1966  | 26 maja 1978    |
| 2   | Alphonse-Marie Runiga Musanganya | biskup pomocniczy Kisangani (Zair)    | 3 maja 1979    | 4 września 1980 |
| 3   | John Francis Moore               | wikariusz apostolski Bauchi (Nigeria) | 5 lipca 1996   | 31 grudnia 2003 |
| 4   | Marcel Madila                    | biskup pomocniczy Kanangi (DR Konga)  | 27 lutego 2004 | 9 grudnia 2006  |
| 5   | Anthony Francis Sharma           | wikariusz apostolski Nepalu           | 10 lutego 2007 | 8 grudnia 2015  |
| 6   | Mark O’Connell                   | biskup pomocniczy Bostonu (USA)       | 3 czerwca 2016 |                 |